# Antoni Dobkiewicz
Antoni Stanisław Dobkiewicz (ukr. Добкевич Антон Казимирович, ur. 25 września?/7 października 1875 w Kijowie, zm. 27 sierpnia 1956 w Łodzi) – polsko-ukraiński muzyk i pedagog.

## Życiorys
Dobkiewicz w 1897 ukończył studia na Wydziale Prawa Uniwersytetu św. Włodzimierza w Kijowie, a następnie w 1901 na Kijowskiej Akademii Muzycznej w klasie fortepianu Władimira Puchalskiego. W 1902 ukończył studia w Konserwatorium Wiedeńskim w klasie Teodora Leszetyckiego. W latach 1904–1910 był nauczycielem w Szkole Muzycznej w Smoleńsku, a następnie w latach 1910–1914 wykładał w Kijowskiej Szkole Muzycznej Rosyjskiego Towarzystwa Muzycznego, gdzie do jego uczniów należał m.in. Anatolij Butski. Jednocześnie w 1913 ukończył studia w Konserwatorium Petersburskim. Od 1913 do 1920 wykładał w Kijowskim Konserwatorium Państwowym, następnie w latach 1922–1926 był profesorem w warszawskim Konserwatorium Muzycznym, gdzie jego uczniami byli m.in.: Kiejstut Bacewicz i Władysław Walentynowicz. W latach 1926–1939 był profesorem gry na fortepianie w Konserwatorium Muzycznym Heleny Kijeńskiej-Dobkiewiczowej w Łodzi. Tam jego uczniami byli m.in. Vytautas Bacevičius i Władysław Kędra. Następnie podczas II wojny światowej Antoni Dobkiewicz utrzymywał się z udzielania prywatnych lekcji.
Konserwetorium H. Kijeńskiej-Dobkiewiczowej po II wojnie światowej przekształcono w Państwową Wyższą Szkołę Muzyczną w Łodzi, gdzie Dobkiewicz również pracował w charakterze profesora.
Podczas swojej kariery muzycznej Dobkiewicz grywał koncerty w Kijowie, Petersburgu, Wiedniu i Polsce. W jego repertuarze były utwory m.in.: Ludwiga van Beethovena, Fryderyka Chopina i Roberta Schumanna.

### Życie prywatne
Jego żoną była Helena Kijeńska-Dobkiewiczowa, założycielka Konserwatorium Muzycznego w Łodzi, przekształconego w Państwową Wyższą Szkołę Muzyczną.
Zmarł w Łodzi 27 sierpnia 1956 został pochowany w części katolickiej Starego Cmentarza w Łodzi.